# Нашивочніков Олексій Валерійович
Наши́вочніков Олексі́й Вале́рійович (нар. 24 квітня 1970, Київ, УРСР, СРСР) — український архітектор і художник.

## Біографія
Народився в м. Києві (нині — Україна). Внаслідок хвороби у ранньому дитинстві втратив слух. Після закінчення школи-інтернату для дітей із вадами слуху навчався в Київському технікумі легкої промисловості, отримав спеціальність механік швейного обладнання.
У 1998–2004 роках навчався в Національній академії образотворчого мистецтва і архітектури на архітектурному факультеті, керівник професор Лариса Скорик, отримав ступінь «магістр архітектури».
З 2004 року — архітектор, начальник групи, головний спеціаліст архітектурно-планувального відділу Державного підприємства «Проектний інститут „Укрметротонельпроект“».

## Творчий доробок
Архітектор — автор проєктів станцій Київського метрополітену (у складі авторських колективів):
- «Сирець» (2004, спільно з архітекторами Тамарою Целіковською, Валерієм Гнєвишевим, Катериною Бадяєвою, Юрієм Кравченком).
- «Бориспільська» (2005, спільно з архітекторами Валерієм Гнєвишевим, Тамарою Целіковською, Андрієм Юхновським).
- «Вирлиця» (2006, спільно з архітекторами Валерієм Гнєвишевим, Тамарою Целіковською, Андрієм Юхновським).
- «Деміївська» (2010, спільно з архітекторами Валерієм Гнєвишевим, Тамарою Целіковською, Євгеном Плащенком, Олександром Панченком).
- «Голосіївська» (2010, спільно з архітекторами Валерієм Гнєвишевим, Тамарою Целіковською, Андрієм Юхновським, Євгеном Плащенком).
- «Васильківська» (2010, спільно з архітекторами Валерієм Гнєвишевим, Тамарою Целіковською, Євгеном Плащенком, Юрієм Кравченком).
- «Виставковий центр» (2011, спільно з архітекторами Валерієм Гнєвишевим, Тамарою Целіковською, Андрієм Юхновським, Євгеном Плащенком, Юрієм Кравченком, Олександром Панченком).
- «Теремки» (2013, спільно з архітекторами Валерієм Гнєвишевим, Тамарою Целіковською, Олексієм Нашивочніковим, Євгеном Плащенком, Олександром Панченком).
- «Святошин» (2018, реконструкція, спільно з архітекторами Валерієм Гнєвишевим, Андрієм Юхновським).

Архітектор — автор проєктів станцій Подільсько-Вигурівської лінії Київського метрополітену (у складі авторських колективів): «Глибочицька», «Подільська», «Суднобудівна», «Труханів острів», «Затока Десенка», «Райдужна» (2000-ні — 2010-ті роки; спільно з архітекторами Валерієм Гнєвишевим, Тамарою Целіковською, Євгеном Плащенком, Андрієм Юхновським, Олександром Панченком, Федором Зарембою).

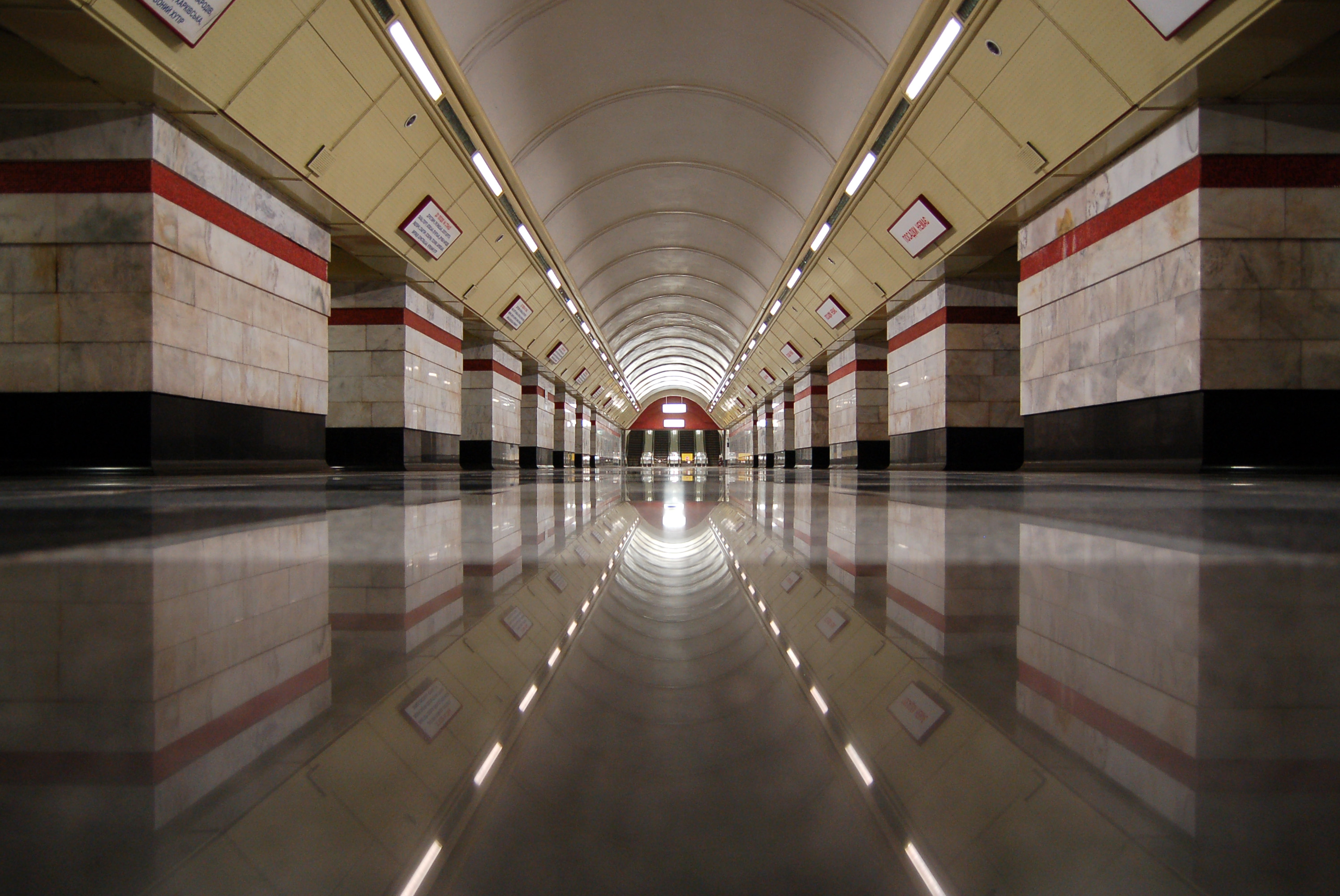
Станція метро «Сирець»
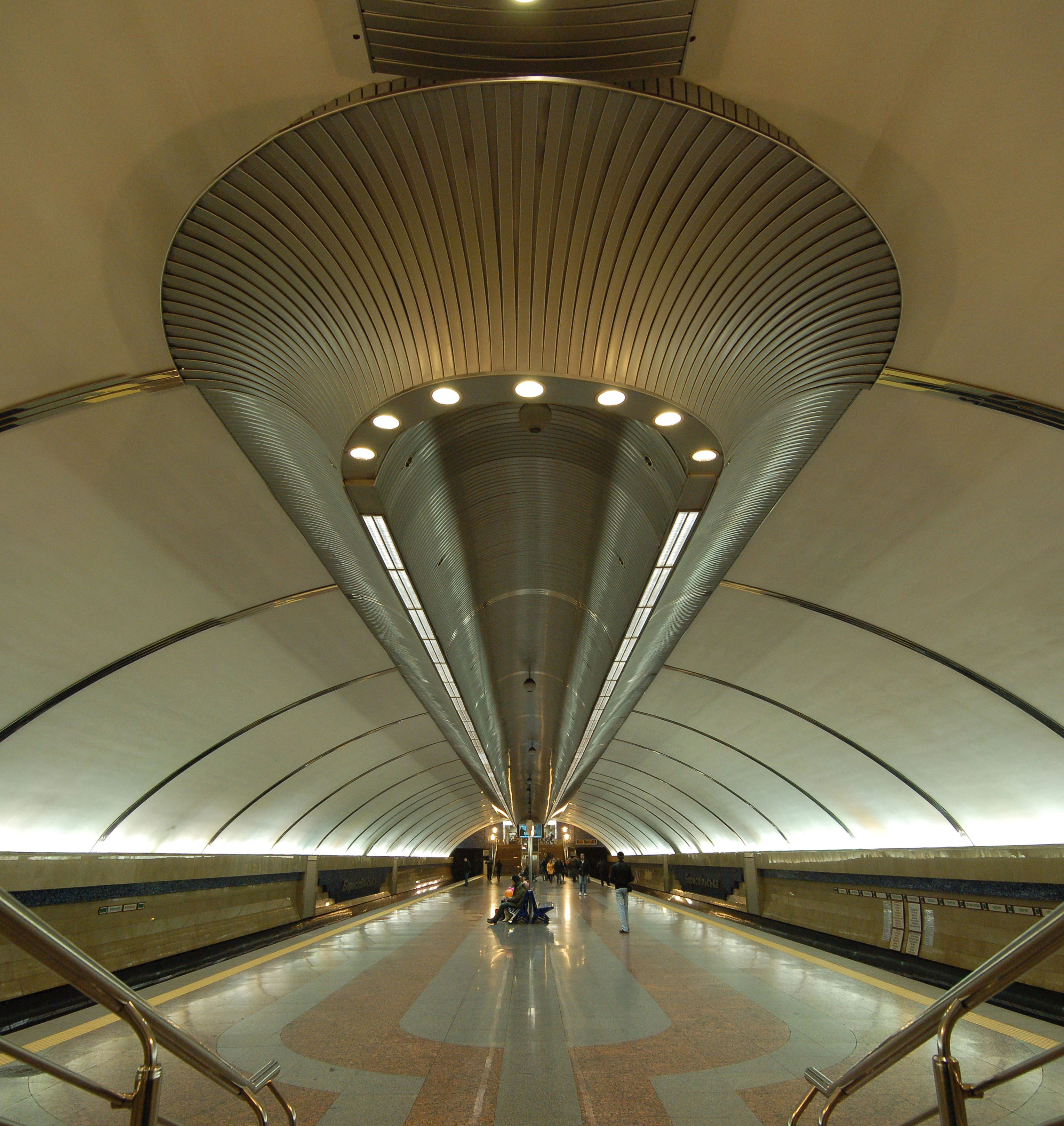
Станція метро «Бориспільська»
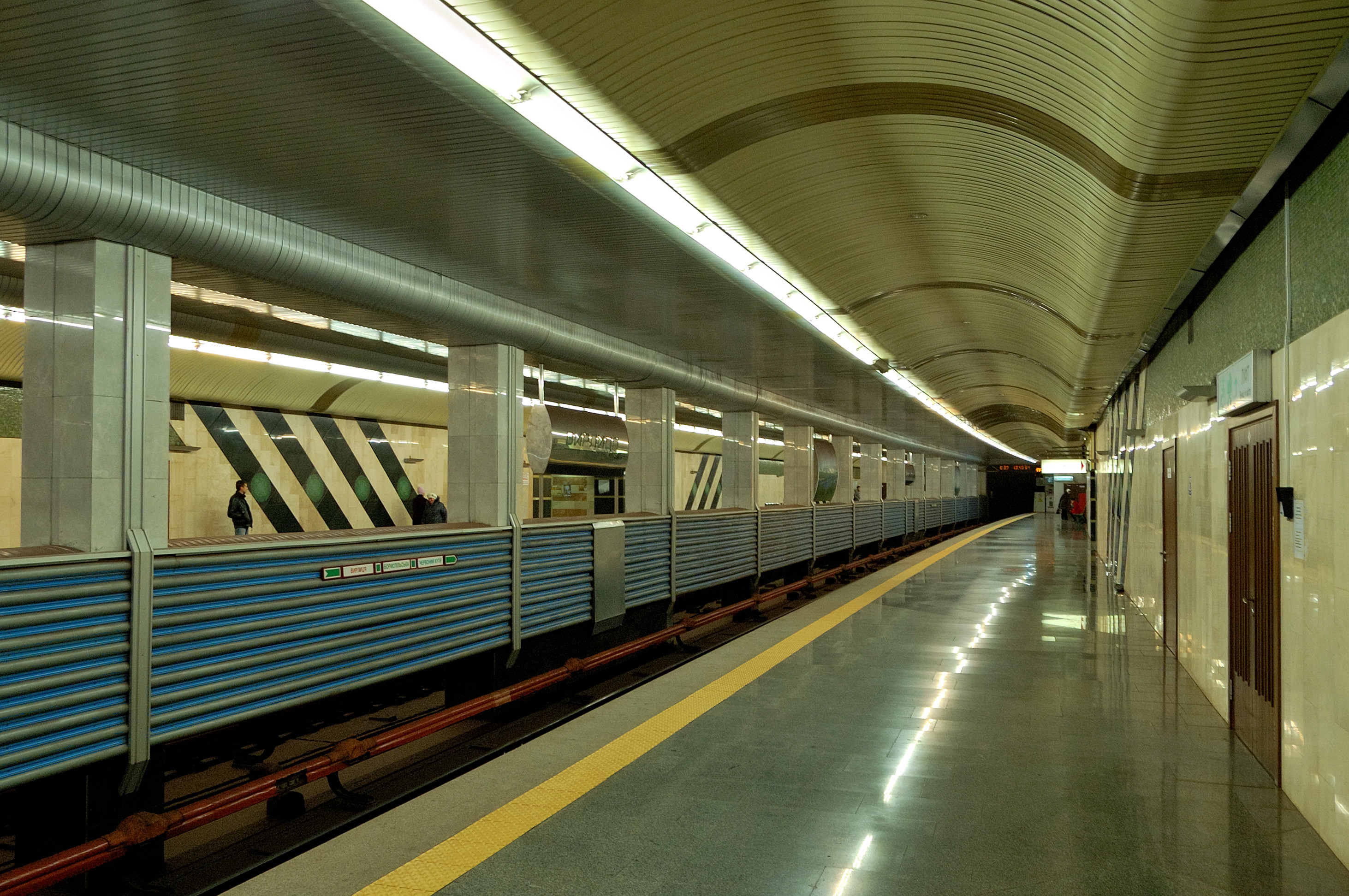
Станція метро «Вирлиця»
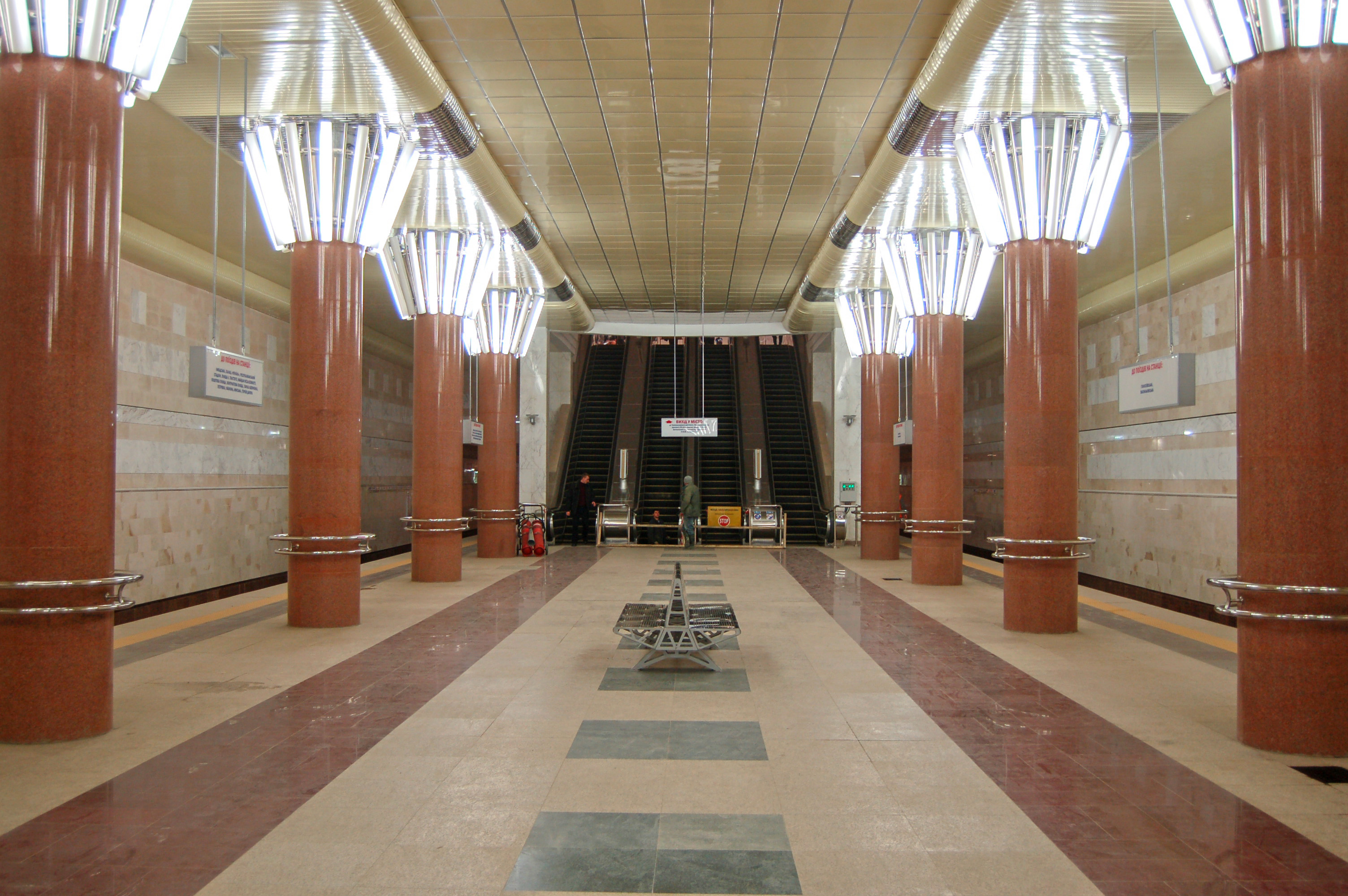
Станція метро «Деміївська»
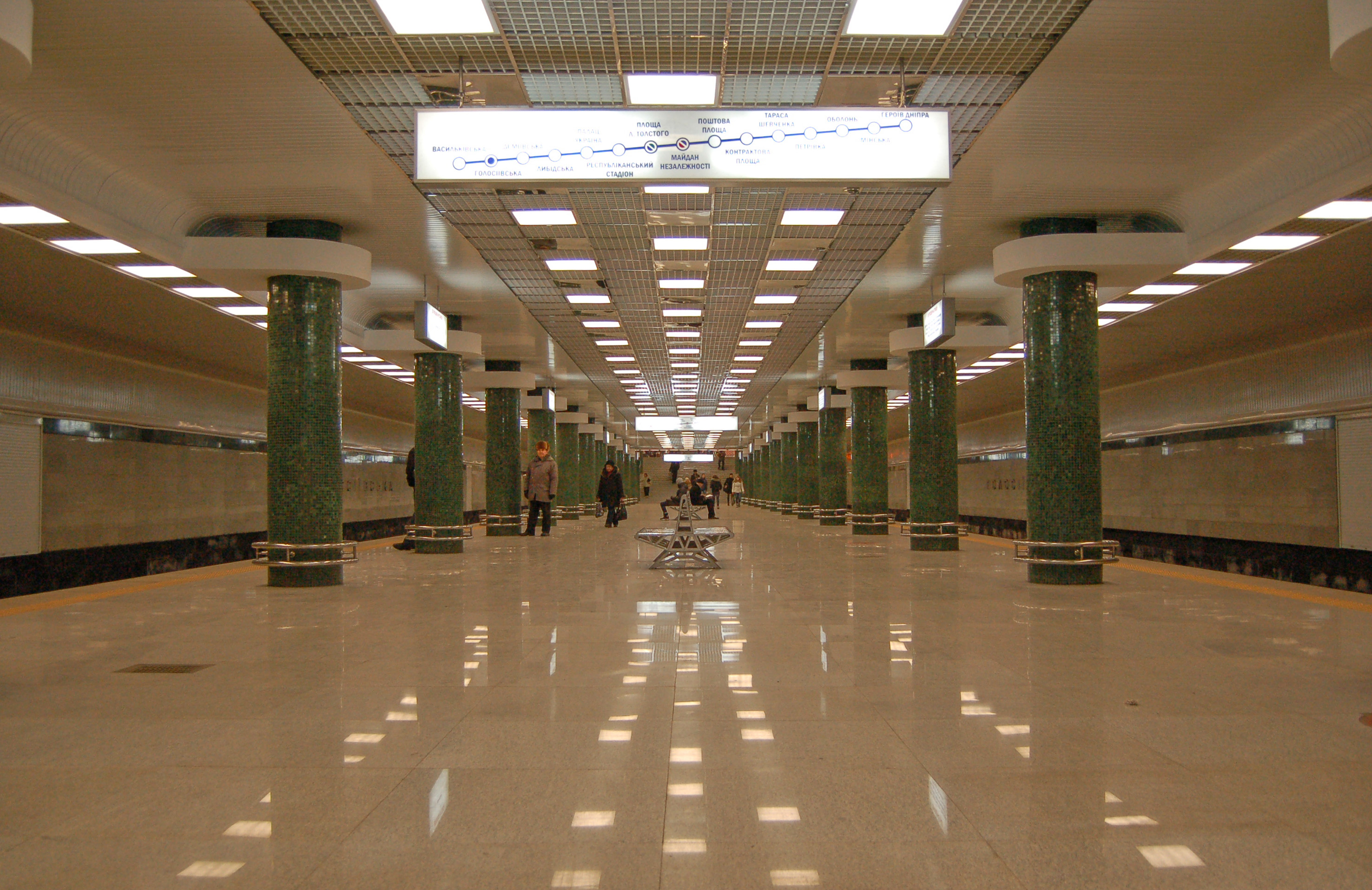
Станція метро «Голосіївська»
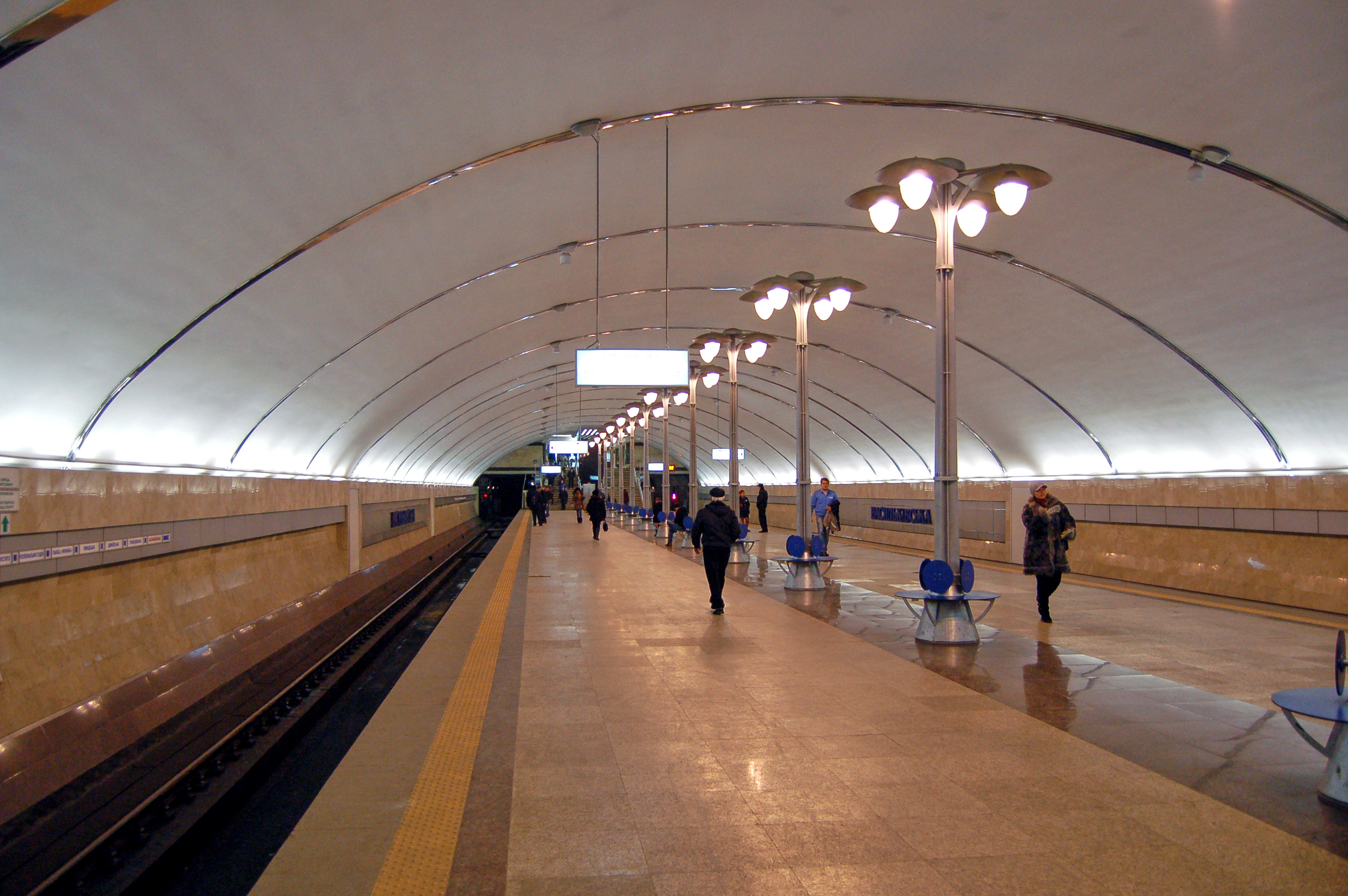
Станція метро «Васильківська»
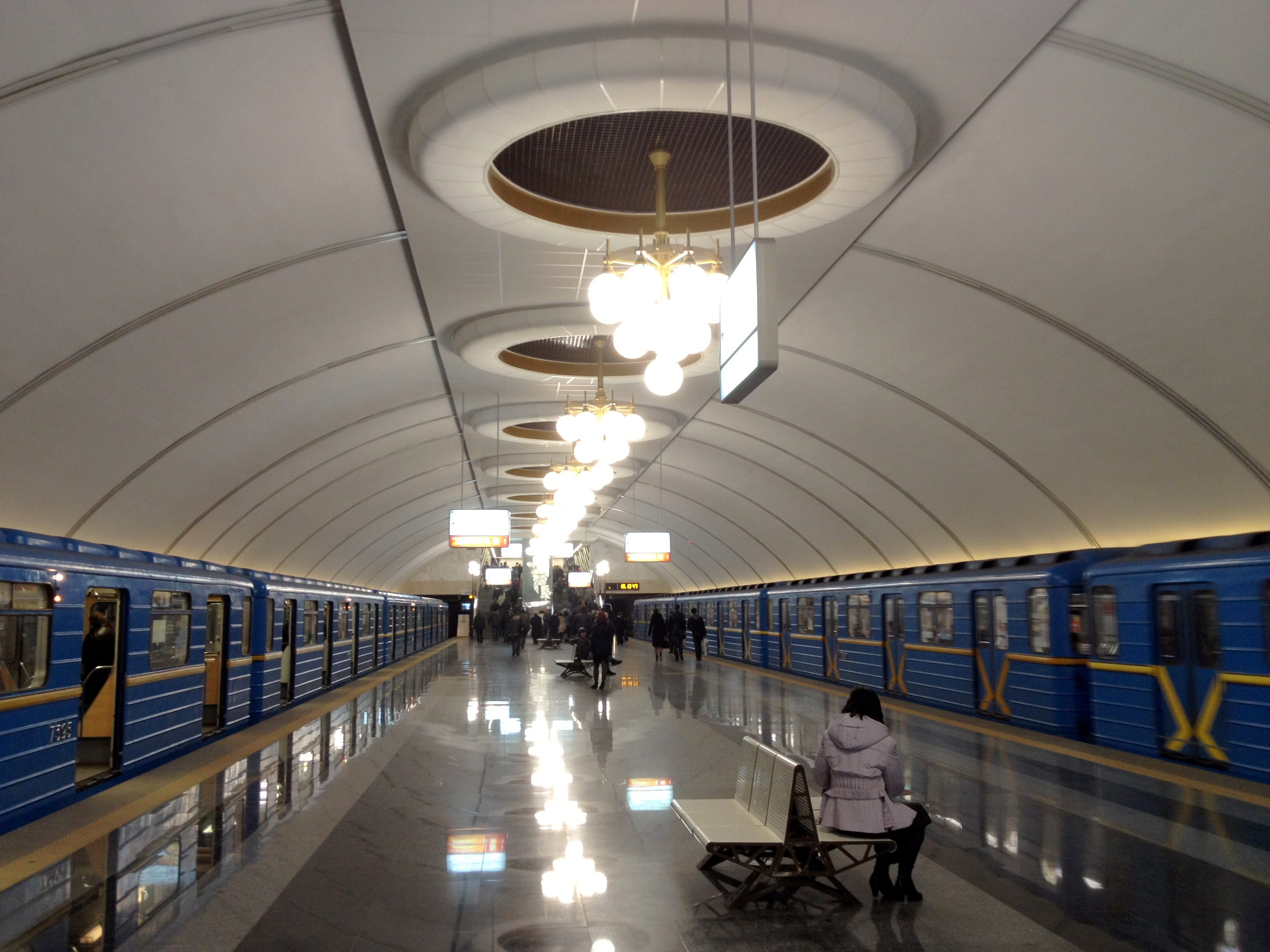
Станція метро «Виставковий центр»
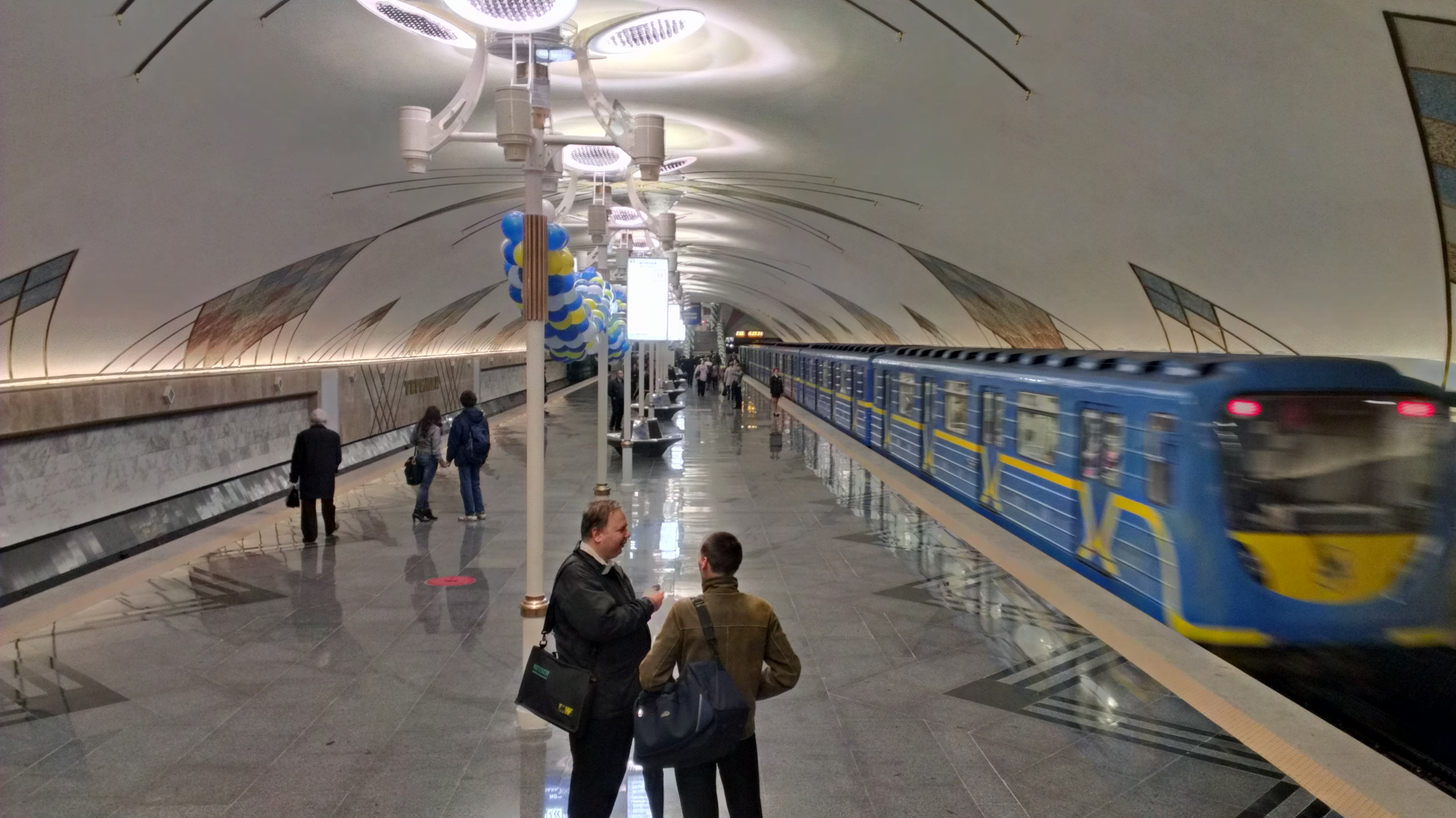
Станція метро «Теремки»

## Громадська діяльність
Член Українського товариства глухих. З 2017 року — президент Київської спілки нечуючих художників «Натхнення». Брав участь у численних художніх виставках.